# Belarús al Festival de la Cançó d'Eurovisió Júnior
Belarús va ser un dels països fundadors que va debutar al Festival de la Cançó d'Eurovisió Júnior en 2003.
El país ha guanyat en dues ocasions. La primera va ser amb Ksenia Sitnik en 2005 a Hasselt, amb 149 punts, després d'una renyida votació amb Espanya. La segona ocasió va ser amb Alexey Zhigalkovich, qui va guanyar amb 137 punts a Rotterdam, que igual que l'ocasió anterior, va tenir una renyida votació amb Armènia, les majors favorites de l'edició.
Juntament amb Països Baixos, són els dos únics països dels 16 fundadors que han participat en totes les edicions del festival, pel fet que l'any 2021 la cadena BTRC va ser suspesa per certes accions que van ser contra les regles del Festival adult d'aquest any, per posar en risc la llibertat d'expressió al país i per comentaris homòfobs cap al mateix festival adult.

## Participació
Llegenda
| 2003                               | Copenhaguen | Volha Satsiuk          | «Tansui»               | 4  | 103 |
| 2004                               | Lillehammer | Yahor Vauchok          | «Spjavajce sa mnoj»    | 14 | 9   |
| 2005                               | Hasselt     | Ksenia Sitnik          | «Mi vmeste»            | 1  | 149 |
| 2006                               | Bucarest    | Andrey Kunets          | «Novyy donin'»         | 2  | 129 |
| 2007                               | Rotterdam   | Alexey Zhigalkovich    | «S druz'yami»          | 1  | 137 |
| 2008                               | Limassol    | Dasha, Alina, & Karina | «Sertse belarusi»      | 6  | 86  |
| 2009                               | Kíev        | Yuriy Demidovich       | «Volshebniy krolik»    | 9  | 48  |
| 2010                               | Minsk       | Daniil Kozlov          | «Muzyki Svet»          | 5  | 85  |
| 2011                               | Erevan      | Lidiya Zablotskaya     | «Angely dobra»         | 3  | 99  |
| 2012                               | Amsterdam   | Egor Zheshko           | «A more-more»          | 9  | 56  |
| 2013                               | Kíev        | Ilya Volkov            | «Poy so mnoi»          | 3  | 108 |
| 2014                               | Marsa       | Nadezhda Misyakova     | «Sokal»                | 7  | 71  |
| 2015                               | Sofia       | Ruslan Aslanov         | «Volshebstvo»          | 4  | 105 |
| 2016                               | La Valletta | Alexander Minyonok     | «Music is my only way» | 7  | 177 |
| 2017                               | Tbilisi     | Helena Meraai          | «I am the one»         | 5  | 149 |
| 2018                               | Minsk       | Daniel Yastremski      | «Time»                 | 11 | 114 |
| 2019                               | Gliwice     | Elizaveta Misnikova    | «Pepelny»              | 11 | 92  |
| 2020                               | Varsòvia    | Arina Pehtereva        | «Aliens»               | 5  | 130 |
| No va participar entre 2021 i 2025 |             |                        |                        |    |     |

## Festivals organitzats a Belarús
| Edició                                       | Ciutat seu | Localització | Presentantdors                                       |
| -------------------------------------------- | ---------- | ------------ | ---------------------------------------------------- |
| Festival de la Cançó d'Eurovisió Junior 2010 | Minsk      | Minsk Arena  | Leila Ismailava i Dennis Kourian                     |
| Festival de la Cançó d'Eurovisió Junior 2018 | Minsk      | Minsk Arena  | Helena Meraai, Zinaida Kupriyanovich i Eugene Perlin |